# 萨尔达纳
萨尔达纳（Sardhana），是印度北方邦密拉特县的一个城镇。总人口47970（2001年）。

## 人口
该地2001年总人口47970人，其中男性25159人，女性22811人；0—6岁人口8867人，其中男4731人，女4136人；识字率47.73%，其中男性为54.88%，女性为39.84%。